# Pupillométrie
La pupillométrie est la mesure du diamètre de la pupille, et de ses variations, à l'aide d'un pupillomètre. 

## Histoire, utilisations
Elle est utilisée en médecine depuis le XIXe siècle, mais aussi plus récemment dans le domaine de la publicité pour évaluer l’intérêt suscité par un visuel.
En 2014, son utilisation pour évaluation de la douleur, que ce soit d'une personne sous anesthésie ou dans l'incapacité de la signifier (handicapé, nourrissons, personnes âgé, etc)
,. Présenté à la presse à Lyon le 20 février 2014 son efficacité sur des personnes éveillées semble plus complexe à établir, mais son utilisation pour lutter contre la douleur chez l'enfant semble prometteuse.